# Sara di Antiochia
Sara di Antiochia (Antiochia di Siria, ... – Antiochia di Siria, 20 aprile 305 circa) fu una donna cristiana che trovò la morte a causa della fede: aveva fatto battezzare i figli contro il volere del marito e contravvenendo alle disposizioni imperiali romane.
È venerata come santa e martire dalla Chiesa cattolica.

## Agiografia
Il Sinassario Alessandrino è l'unico a portare testimonianza scritta della martire, ponendo il giorno commemorativo della sua "rinascita al cielo" (dies natalis) il 20 aprile.
Figlia di una famiglia benestante, andò in sposa ad un alto ufficiale impegnato nelle persecuzioni avviate da Diocleziano. Preferì non fare battezzare in città i figli, perciò decise di farlo ad Alessandria d'Egitto, dove viveva una prosperosa comunità di cristiani che non erano ancora stati eccessivamente vessati dalle persecuzioni.
Durante il viaggio, avversato da una tempesta che faceva prospettare il naufragio, Sara si incise il petto con un coltello e con il sangue segnò con un segno di croce la fronte dei due bambini; poi li immerse per tre volte nell'acqua del mare, invocando la Trinità, secondo il rito battesimale. La tempesta passò e la nave giunse al porto di Alessandria d'Egitto, qui Sara si presentò dal prete Pietro per fare battezzare i figli. Giunto il momento di ricevere il battesimo, però, avvenne un fatto inspiegabile: ogni volta che Sara si avvicinava per far battezzare i figli, l'acqua si congelava all'istante. Sara domandò spiegazioni al prete, il quale, saputo del battesimo somministrato in un momento di grande pericolo, la rassicurò della validità del sacramento da lei impartito ai figli.
Sara fece ritorno ad Antiochia con i figli. Giunta a casa raccontò il fatto al marito Socrate, il quale fece rapporto al suo comandante Diocleziano. Questi fece convocare Sara e la inquisì con asprezza, ella spaventata si chiuse in un totale mutismo. Irritato per il comportamento tenuto dalla donna, la condannò al rogo con i suoi due figli.